# Pforzheimer Zeitung
Die Pforzheimer Zeitung (Abk. PZ) ist eine in Pforzheim erscheinende Tageszeitung.
Die verkaufte Auflage beträgt 33.606 Exemplare, ein Minus von 21 Prozent seit 1998.

## Verbreitung
Die Pforzheimer Zeitung ist Marktführerin in ihrem Verbreitungsgebiet, das neben der Stadt Pforzheim und dem Enzkreis auch einige angrenzende Gemeinden, vor allem im nördlichen Landkreis Calw, umfasst. Die Pforzheimer Zeitung erscheint im Verlag J. Esslinger GmbH & Co. KG in Pforzheim. Einschließlich der Lokalredaktion in Mühlacker arbeiten bei der Pforzheimer Zeitung rund 40 Redakteure. Die PZ hat noch zwei Lokalausgaben. Die größere Ausgabe Mühlacker (bis Ende der 60er-Jahre auch als Württembergisches Abendblatt bekannt) wird im Raum Mühlacker östlich und nordöstlich von Pforzheim verteilt. Zum 1. Oktober 2018 wurde die am 1. April 2009 eingestellte Ausgabe Nordschwarzwald wieder neu aufgelegt. Im nördlichen Landkreis Calw wird seitdem die Nordschwarzwald-Ausgabe der Pforzheimer Zeitung zugestellt.
In Pforzheim und Umgebung steht die Pforzheimer Zeitung mit dem Pforzheimer Kurier, einem Kopfblatt der in Karlsruhe erscheinenden Badischen Neuesten Nachrichten, im Wettbewerb. Im südlichen Teil ihres Verbreitungsgebiets konkurriert die PZ daneben mit Regionalausgaben des in Oberndorf am Neckar erscheinenden Schwarzwälder Boten, im südöstlichen Enzkreis mit der Leonberger Kreiszeitung, einer Lokalausgabe der Stuttgarter Zeitung, und im östlichen Enzkreis mit dem Mühlacker Tagblatt, einer Mantelausgabe der Stuttgarter Nachrichten.

## Geschichte

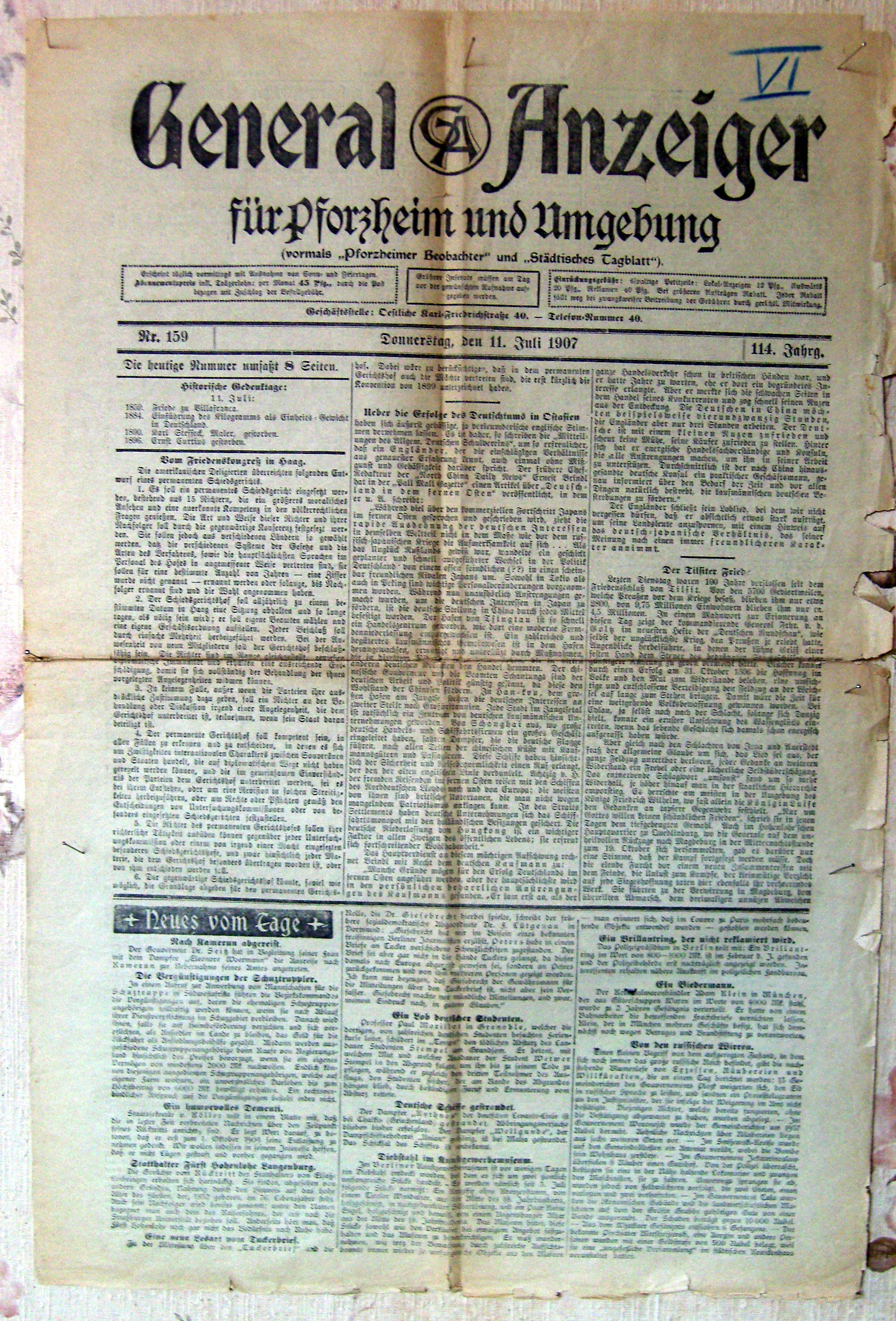
General-Anzeiger vom 11. Juli 1907

Eine erste Zeitung wurde 1794 in Pforzheim unter dem Titel Wöchentliche Nachrichten von und für Pforzheim gegründet. 1832 änderte sie ihren Namen in Der Beobachter um. Von 1856 an erschien die Zeitung 66 Jahre lang unter dem Titel Pforzheimer Beobachter. 1. Januar 1858 in größerem Format und fünf Mal in der Woche. 1905 fusionierte die Zeitung mit dem Anzeigenblatt Städtisches Tagblatt zum Pforzheimer Generalanzeiger. Die Pforzheimer Neuesten Nachrichten, wie das Blatt von Oktober 1918 an hieß, mussten ihr Erscheinen in den Wirren der Inflationszeit einstellen.
Ab 1925 erschien die Zeitung wieder als Pforzheimer Rundschau, zunächst als Wochenblatt, vom Oktober 1928 an wieder täglich. In der Zeit des Nationalsozialismus erschien die Rundschau kontinuierlich, bis sie am 1. März 1943 angeblich aus Papiermangel eingestellt wurde.
Am 29. Juli 1947 erteilten die amerikanischen Besatzungsmächten zunächst eine Lizenz zur Herausgabe einer neuen Zeitung unter dem Titel Süddeutsche Allgemeine, die wegen der Zerstörung des Druckhauses im Bombenangriff vom 23. Februar 1945 in Karlsruhe gedruckt werden musste. Die anfänglichen Lizenznehmer Johann Peter Brandenburg und Felix Richter schieden bis zum 1. Dezember 1949 wieder aus dem Verlag aus, von dem Jakob Esslinger sämtliche Anteile übernahm. Bereits am 1. Oktober 1949 war die erste Ausgabe der Pforzheimer Zeitung erschienen.
Verleger der Zeitung ist Albert Esslinger-Kiefer. Seit 1. Februar 2010 ist Thomas Satinsky geschäftsführender Verleger der Pforzheimer Zeitung. Chefredakteur war seit dem 1. Februar 2010 Markus Schlecht. Ab März 2010 wurde Co-Chefredakteur Holger Knöferl für Lokales und Regionales verantwortlich, sein Kompagnon Magnus Schlecht übernahm die Ressorts Nachrichten und Neue Medien. Beide leiteten die Redaktion gleichberechtigt. Zum Jahresbeginn 2012 wechselte Knöferl zur Badischen Zeitung. Ab dem 1. Oktober 2020 führte Marek Klimanski die Redaktionsgeschäfte als Chefredakteur. Ebenfalls am 1. Oktober 2020 wurde Magnus Schlecht Chief Digital Officer, um die digitale Transformation des PZ-Medienhauses voranzutreiben. Ab Jahresbeginn 2024 war Christian Klose Chefredakteur. Ihm folgte ab 1. Juni 2024 Anke Baumgärtel.
Die PZ Media GmbH & Co KG, der 100 % des Verlags gehören, ist als Teil der Gruppe Württembergischer Verleger an der Südwestdeutsche Medien Holding (SWMH) beteiligt.

## Auflage
Die Pforzheimer Zeitung hat wie die meisten deutschen Tageszeitungen in den vergangenen Jahren an Auflage eingebüßt. Die verkaufte Auflage ist in den vergangenen 10 Jahren um durchschnittlich 0,6 % pro Jahr gesunken. Im vergangenen Jahr ist sie nahezu konstant geblieben. Sie beträgt gegenwärtig 33.606 Exemplare. Der Anteil der Abonnements an der verkauften Auflage liegt bei 65,7 Prozent.
| 1998  | 1999  | 2000  | 2001  | 2002  | 2003  | 2004  | 2005  | 2006  | 2007  | 2008  | 2009  | 2010  | 2011  | 2012  | 2013  | 2014  | 2015  | 2016  | 2017  | 2018  | 2019  | 2020  | 2021  | 2022  | 2023  | 2024  |
| ----- | ----- | ----- | ----- | ----- | ----- | ----- | ----- | ----- | ----- | ----- | ----- | ----- | ----- | ----- | ----- | ----- | ----- | ----- | ----- | ----- | ----- | ----- | ----- | ----- | ----- | ----- |
| 42543 | 42208 | 41900 | 42813 | 43066 | 43263 | 42632 | 42273 | 41614 | 40987 | 40470 | 39311 | 38547 | 37736 | 37720 | 36531 | 35539 | 35141 | 34232 | 33092 | 32264 | 31210 | 30594 | 29717 | 28059 | 33603 | 33606 |